# Breaktánc a 2024. évi nyári olimpiai játékokon
A 2024. évi nyári olimpiai játékokon a breaktáncban a sportesemény történetében először rendeztek versenyeket. A versenyszámokat augusztus 9. és 10. között tartották. A versenyszámban férfi (b-boy) és női (b-girl) versenyeket rendeztek.
A breaktánc korábban a 2018-as Buenos Aires-i ifjúsági olimpia programjában is szerepelt, ekkor már tervezték, hogy a felnőtt olimpia programjába is bekerüljön. A Nemzetközi Olimpiai Bizottság akkori indoklása szerint ez a műfaj a táncsport egyik formája, amely a városi táncot figyelemre méltó atletikussággal ötvözi, így méltó az olimpiai programra. A breaktánc olimpiai szerepeltetése viszont meglehetősen vitatottra sikerült, ezért már 2023-ban eldőlt, hogy a 2028-as Los Angeles-i játékokon nem lesz a műsorszámok része. 
Emlékezetes maradt a versenyen Raygun néven induló ausztrál Rachael Gunn, aki 0 pontos produkciója miatt kapott jelentős figyelmet, és egyúttal kritikát, miszerint ebben a műsorszámban igazi tánctudás nélkül is lehet szerepelni – hozzátéve, hogy Gunnt hazájában 2020-ban és 2021-ben is a legjobb női breaktáncosnak választották.

## Éremtáblázat
(A táblázatokban a rendező nemzet sportolói eltérő háttérszínnel, az egyes számoszlopok legmagasabb értéke vagy értékei vastagítással kiemelve.)
| A 2024. évi nyári olimpiai játékok éremtáblázata breaktáncban | A 2024. évi nyári olimpiai játékok éremtáblázata breaktáncban | A 2024. évi nyári olimpiai játékok éremtáblázata breaktáncban | A 2024. évi nyári olimpiai játékok éremtáblázata breaktáncban | A 2024. évi nyári olimpiai játékok éremtáblázata breaktáncban | Olimpia  |
| ------------------------------------------------------------- | ------------------------------------------------------------- | ------------------------------------------------------------- | ------------------------------------------------------------- | ------------------------------------------------------------- | -------- |
|                                                               | Ország                                                        | Arany                                                         | Ezüst                                                         | Bronz                                                         | Összesen |
| 1.                                                            | Japán (JPN)                                                   | 1                                                             | 0                                                             | 0                                                             | 1        |
| 1.                                                            | Kanada (CAN)                                                  | 1                                                             | 0                                                             | 0                                                             | 1        |
|                                                               |                                                               |                                                               |                                                               |                                                               |          |
| 3.                                                            | Franciaország (FRA)                                           | 0                                                             | 1                                                             | 0                                                             | 1        |
| 3.                                                            | Litvánia (LTU)                                                | 0                                                             | 1                                                             | 0                                                             | 1        |
|                                                               |                                                               |                                                               |                                                               |                                                               |          |
| 5.                                                            | Egyesült Államok (USA)                                        | 0                                                             | 0                                                             | 1                                                             | 1        |
| 5.                                                            | Kína (CHN)                                                    | 0                                                             | 0                                                             | 1                                                             | 1        |
|                                                               |                                                               |                                                               |                                                               |                                                               |          |
| Összesen                                                      | Összesen                                                      | 2                                                             | 2                                                             | 2                                                             | 6        |

## Érmesek
| A 2024. évi nyári olimpiai játékok érmesei breaktáncban |                                         |                                               |                                                   |
| Versenyszám                                             | Arany                                   | Ezüst                                         | Bronz                                             |
| Férfi egyéni                                            | Philip Kim · Phil Wizard · Kanada (CAN) | Danis Civil · Dany Dann · Franciaország (FRA) | Victor Montalvo · Victor · Egyesült Államok (USA) |
| Női egyéni                                              | Juasza Ami · Ami · Japán (JPN)          | Dominika Banevič · Nicka · Litvánia (LTU)     | Liu Csing-ji (Liu Qingyi) · 671 · Kína (CHN)      |